# Puca Puca
Puca Puca ist eine Ortschaft im Departamento Chuquisaca im südamerikanischen Andenstaat Bolivien.

## Lage im Nahraum
Puca Puca ist ein Nachbarort der Landstadt Tarabuco im Municipio Tarabuco in der Provinz Yamparáez. Die Ortschaft liegt auf einer Höhe von 3139 m an der Mündung des Río Pisili in den Río Jatun Mayu (auch: Río Tarabuco).

## Geographie
Puca Puca liegt zwischen dem Altiplano und dem bolivianischen Tiefland im Höhenzug der bolivianischen Cordillera Central. Das Klima ist ein kühl-gemäßigtes Höhenklima mit typischem Tageszeitenklima, bei dem die Temperaturunterschiede im Tagesverlauf stärker schwanken als im Jahresverlauf.
Die Jahresdurchschnittstemperatur in Tarabuco liegt bei etwa 9 °C (siehe Klimadiagramm Tarabuco), die Monatsdurchschnittswerte schwanken zwischen 6 °C im Juli und 11 °C im November. Der Jahresniederschlag beträgt 600 mm und weist vier aride Monate von Mai bis August mit Monatswerten unter 10 mm auf, und eine deutliche Feuchtezeit von Dezember bis Februar mit Monatsniederschlägen zwischen 100 und 125 mm.

## Verkehrsnetz
Puca Puca liegt in einer Entfernung von 73 Straßenkilometern östlich von Sucre, der Hauptstadt des Departamentos Chuquisaca.
Durch Tarabuco führt die 976 Kilometer langen Nationalstraße Ruta 6, die Sucre mit dem bolivianischen Tiefland und der Grenze zu Paraguay verbindet. Von Tarabuco aus zweigt eine Landstraße in südöstlicher Richtung von der Ruta 6 ab und erreicht Puca Puca nach sechs Kilometern.
Von Puca Puca aus führt die Landstraße in südlicher Richtung den Río Tarabuco flussabwärts und weiter zu den Ortschaften Pampa Lupiara und San José de Paredon.

## Bevölkerung
Die Einwohnerzahl der Ortschaft ist im vergangenen Jahrzehnt  deutlich zurückgegangen:
| Jahr | Einwohner         | Quelle       |
| ---- | ----------------- | ------------ |
| 1992 | keine Detaildaten | Volkszählung |
| 2001 | 449               | Volkszählung |
| 2012 | 372               | Volkszählung |
| 2024 |                   | Volkszählung |

Die Region weist einen hohen Anteil an Quechua-Bevölkerung auf, im Municipio Tarabuco sprechen 98,6 Prozent der Bevölkerung Quechua.